# Dares verrucosus
Dares verrucosus är en insektsart som beskrevs av Ludwig Redtenbacher 1906. Dares verrucosus ingår i släktet Dares och familjen Heteropterygidae. Inga underarter finns listade i Catalogue of Life.